# Peru (Massachusetts)
Peru es un pueblo ubicado en el condado de Berkshire en el estado estadounidense de Massachusetts. En el Censo de 2010 tenía una población de 847 habitantes y una densidad poblacional de 12,56 personas por km².

## Geografía
Peru se encuentra ubicado en las coordenadas 42°24′29″N 73°2′7″O / 42.40806, -73.03528. Según la Oficina del Censo de los Estados Unidos, Peru tiene una superficie total de 67.41 km², de la cual 67.14 km² corresponden a tierra firme y (0.41%) 0.27 km² es agua.

## Demografía
Según el censo de 2010, había 847 personas residiendo en Perú. La densidad de población era de 12,56 hab./km². De los 847 habitantes, Peru estaba compuesto por el 97.87% blancos, el 0.94% eran afroamericanos, el 0.35% eran amerindios, el 0.35% eran asiáticos, el 0% eran isleños del Pacífico, el 0% eran de otras razas y el 0.47% pertenecían a dos o más razas. Del total de la población el 0% eran hispanos o latinos de cualquier raza.